# San Pablo (Nariño)
San Pablo è un comune della Colombia facente parte del dipartimento di Nariño.
L'abitato venne fondato da Miguel Suárez de Bolaños e Isabel Burbano de Lara nel 1764, mentre l'istituzione del comune è del 1855.